# Pedro Pesatti
Pedro Oscar Pesatti (Viedma, Río Negro; 4 de mayo de 1961) es un docente y político argentino. Ejerció su primer periodo como vicegobernador de la provincia de Río Negro entre 2014 y 2019, tras asumir para completar el periodo del fallecido Carlos Peralta en 2014, siendo elegido en 2015 junto al gobernador Alberto Weretilneck. Desde el 10 de diciembre de 2019 hasta el 10 de diciembre de 2023, ejerció el cargo de intendente de la ciudad de Viedma, capital provincial de Río Negro. Pertenece al espacio político provincial Juntos Somos Río Negro, después de haber integrado el Partido Justicialista dentro del Frente para la Victoria. Desde el 10 de diciembre de 2023  ejerce su segundo periodo como vicegobernador de la provincia.
Antes de su período como vicegobernador, Pesatti fue docente de la Universidad Nacional del Comahue, concejal de Viedma, y legislador provincial por la circunscripción del Valle Inferior (2007-2011) y luego por distrito poblacional (2011-2014).

## Biografía

### Primeros años
Nacido en Viedma, el 4 de mayo de 1961. Cursó sus estudios secundarios en el Instituto Paulo VI de los Hermanos Maristas, recibiéndose como bachiller con orientación en humanidades. Estudió licenciatura en letras en la Universidad Nacional del Comahue, en la que también ejerció como docente. Su actividad pública comenzó como presidente de la Junta Vecinal del Barrio Manuel Belgrano, en Viedma, entre 1988 y 1990. Entre 1989 y 1991 actuó como secretario parlamentario en el Concejo Deliberante de la ciudad, y como Secretario Ejecutivo Ad-honorem de la comisión de creación del Consorcio de Promoción Turística de la Comarca Viedma Patagones en 1993. Miembro del Partido Justicialista, fue secretario del bloque legislativo del partido antes de llegar a ser presidente del Concejo Deliberante entre 1999 y 2003 y concejal entre 2003 y 2007.

### Legislador (2007-2014)
En 2007 encabezó la lista del justicialismo para legisladores provinciales en el circuito electoral de Valle Inferior, compitiendo contra el vicegobernador saliente Mario de Rege, obteniendo el segundo puesto con el 37,56% de los votos, los suficientes para resultar electo por el período 2007-2011. Sería reelegido en 2011, aunque esta vez como integrante de la lista sábana en el distrito poblacional, representando a toda la provincia.

### Vicegobernador (2014-2019, 2023-presente)
Tras el asesinato del gobernador Carlos Ernesto Soria el 1 de enero de 2012, a solo tres semanas de haber asumido, el cargo pasó a ser ocupado por Alberto Weretilneck, del Frente Grande, mientras que la vicegobernación fue ocupada por el justicialista Carlos Peralta. Este a su vez murió, víctima de un cáncer, en abril de 2014. En medio del creciente conflicto entre Weretilneck y el dirigente justicialista Miguel Ángel Pichetto, Pesatti integró el espacio del justicialismo favorable al gobernador, siendo impulsado como candidato a ocupar la vicegobernación por el resto del período. El 22 de agosto de 2014, en acuerdo con la Unión Cívica Radical y los legisladores peronistas afines al gobierno, Pesatti fue investido vicegobernador hasta el 10 de diciembre de 2015 con 24 votos a favor y 18 en contra, siendo juramentado al día siguiente.
Pesatti se presentó para la reelección como compañero de fórmula de Weretilneck en las elecciones de 2015 por la coalición Juntos Somos Río Negro, obteniendo un amplio triunfo con el 52,80% de los votos sobre el 33,94% de la fórmula Miguel Ángel Pichetto-Ana Piccinini, del Frente para la Victoria, el 10,15% del binomio Magdalena Odarda-Bautista Mendioroz, del Frente Progresista para la Igualdad y la República, y el solo 3,10% de la Unión Cívica Radical, con Horacio Massaccesi y Natalia Herminda como candidatos. Pesatti fue el único postulante a la vicegobernación ajeno al radicalismo, pues Piccinini, Mendioroz y Massaccesi habían actuado casi toda su carrera política como miembros de la UCR.

### Intendente de Viedma (2019-2023)
Finalizando su segundo mandato como vicegobernador, Pesatti anunció su intención de postularse como candidato a la intendencia de Viedma, capital de la provincia. Fue reemplazado como candidato a vicegobernador por Arabela Carreras, quien luego de un fallo desfavorable de la justicia contra una nueva reelección para Weretilneck pasó a ser candidata a gobernadora, con Alejandro Palmieri como compañero de fórmula. En las elecciones municipales de octubre, Pesatti resultó elegido ampliamente como intendente, asumiendo el 10 de diciembre de 2019.